# Calle Robles
La  Calle Robles es una calle residencial de sentido suroeste y noreste localizada en el Residencial Los Robles, Managua, Nicaragua. Su nombre se debe al residencial homólogo.

## Trazado
La Calle Robles inicia desde un cul-de-sac en el Residencial Los Robles, y a tres cuadras pasa por la Avenida El Chipate, hasta terminar en otro cul-de-sac pasando por la Calle Madroño.

## Barrios que atraviesa
La calle por ser pequeña sólo atraviesa el Residencial Los Robles.